# 阿图瓦地区福尔泰勒
阿图瓦地区福尔泰勒（法語：Fortel-en-Artois，法語發音：[fɔʁtɛl ɑ̃.n‿aʁtwa]）是法国上法蘭西大區加来海峡省的一个市镇，属于阿拉斯区。

## 地理
阿图瓦地区福尔泰勒（50°15'27"N, 2°13'37"E）面积5.89 平方千米，位于法国上法蘭西大區加来海峡省，该省份为法国北部沿海省份，西北濒北海，南至索姆省，东临北部省。
与阿图瓦地区福尔泰勒接壤的市镇（或旧市镇、城区）包括：康什河畔布贝尔、康什河畔利尼、讷莱索克西、瓦克里勒布克、维莱洛皮塔勒、博夫勒、博尼耶尔。
阿图瓦地区福尔泰勒的时区为UTC+01:00、UTC+02:00（夏令时）。

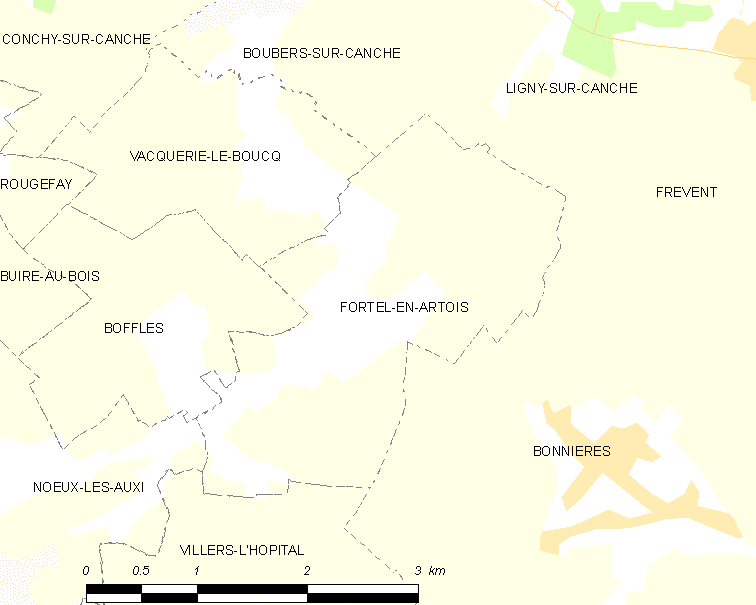
阿图瓦地区福尔泰勒的OSM定位图

## 行政
阿图瓦地区福尔泰勒的邮政编码为62270，INSEE市镇编码为62346。

## 政治
阿图瓦地区福尔泰勒所属的省级选区为泰努瓦斯河畔圣波勒县。

## 人口

1962-2008年间阿图瓦地区福尔泰勒人口变化图示

阿图瓦地区福尔泰勒于2022年1月1日时的人口数量为215人。